# Juniperus turbinata
Juniperus turbinata is een soort uit het geslacht Juniperus.

## Ecologie

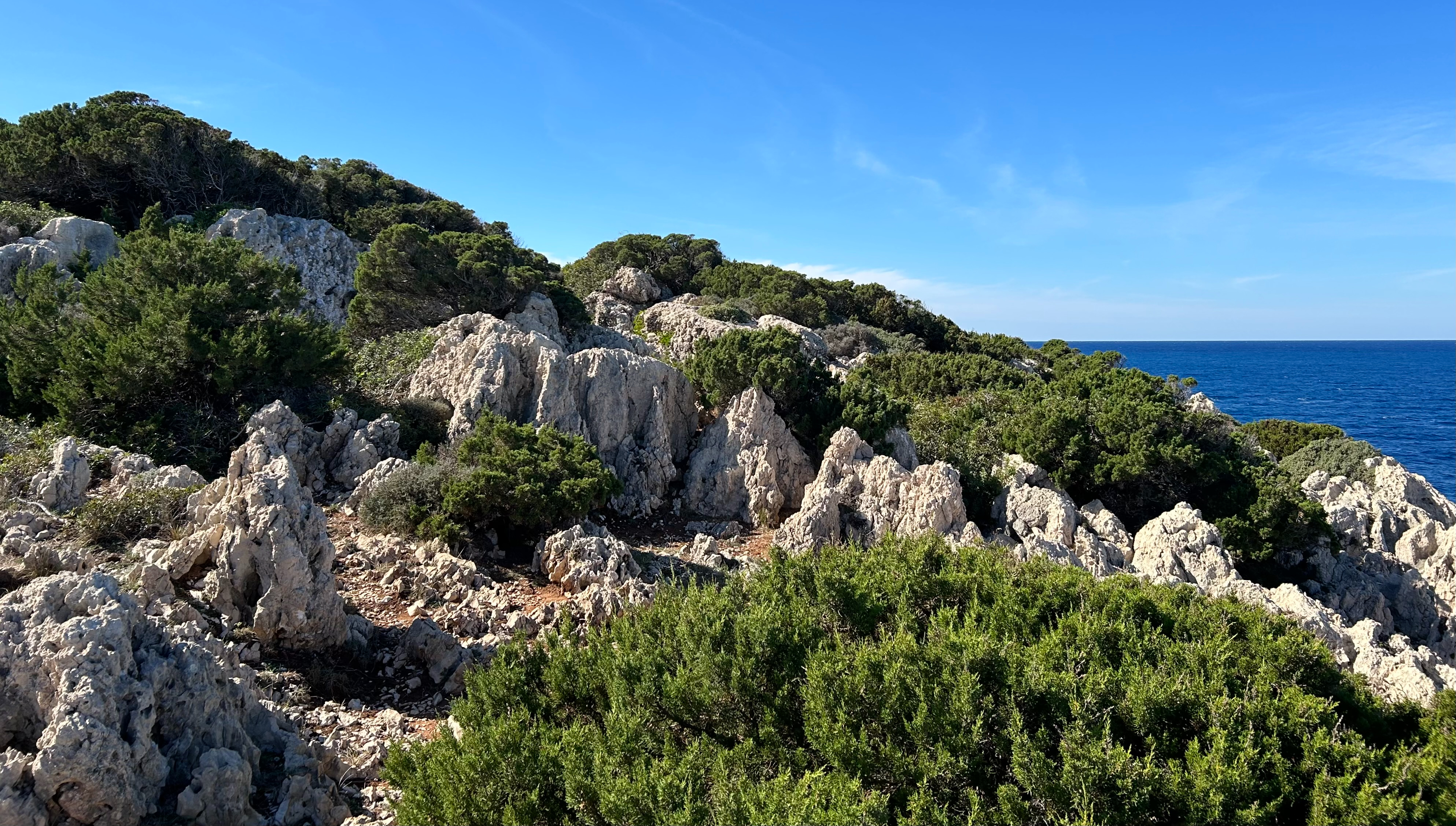
Een naaldstruweel gedomineerd door Juniperus turbinata.

Juniperus turbinata komt hoofdzakelijk voor op kalksteen in de bergen en op rotsige en zandige standplaatsen van de kust. De soort wordt aangetroffen op hoogten van ± 0–2000 m.

## Verspreiding
Het natuurlijke verspreidingsgebied van Juniperus turbinata komt ruwweg overeen met het Middellandse Zeegebied. Het strekt zich uit over Noord-Afrika, het Arabisch Schiereiland en mediterraan Zuidwest- en Zuidoost-Europa.

## Fotogalerij

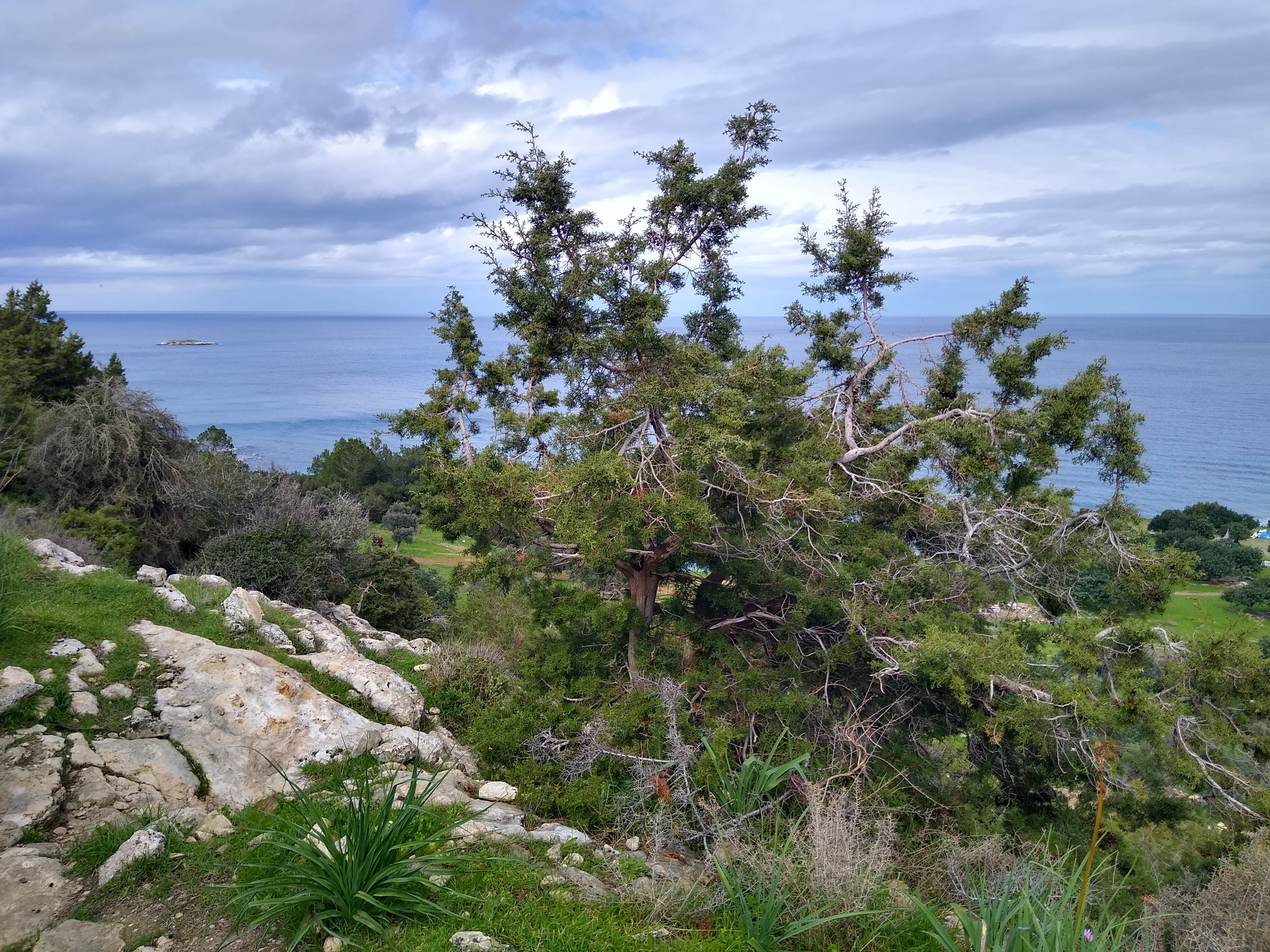
Een oud exemplaar
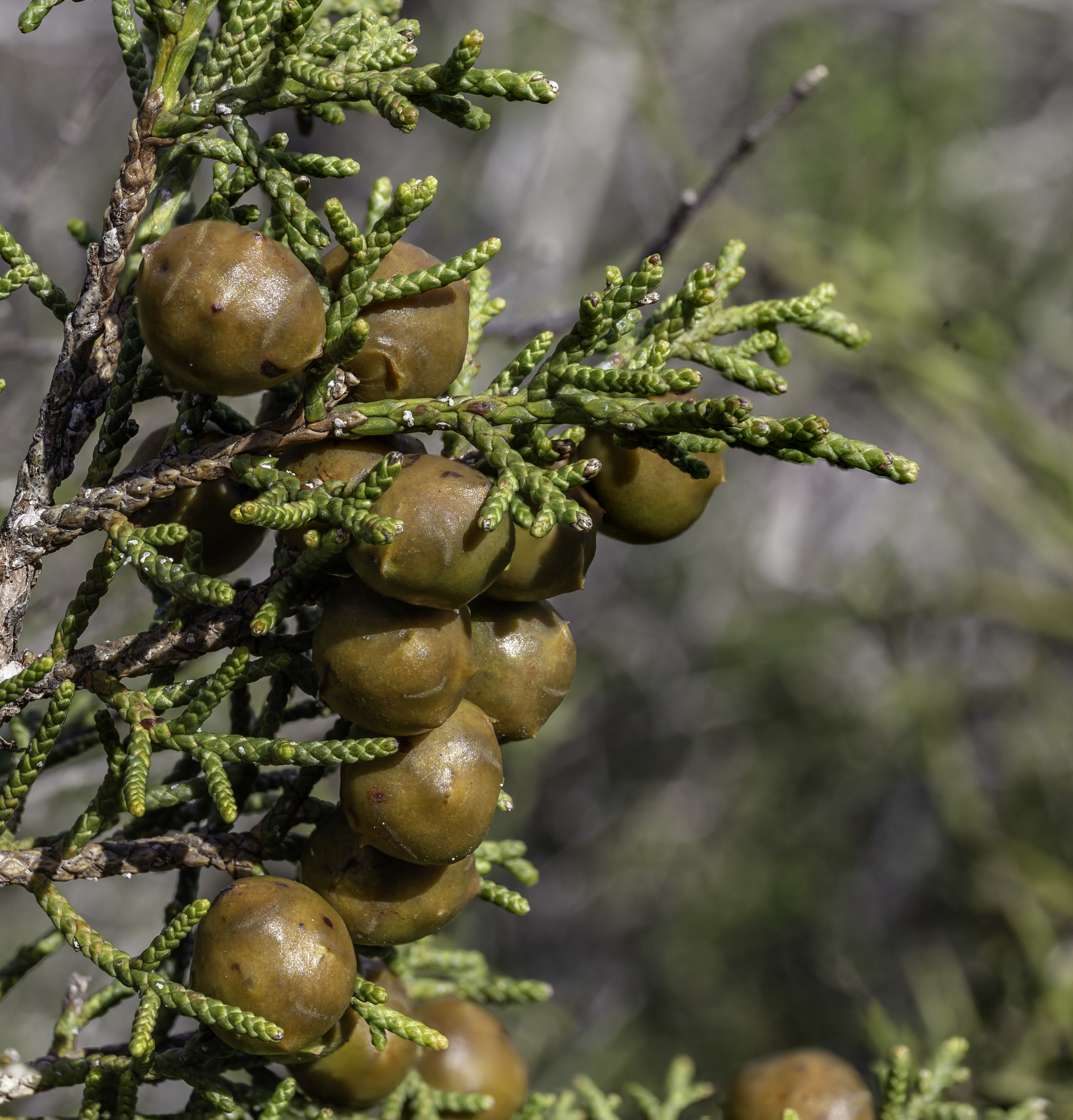
Vruchten